# 필리즈 아흐메트
필리즈 아흐메트(마케도니아어: Филиз Ахмет, 1981년 4월 15일 ~ )는 마케도니아 공화국 태생 터키의 배우이다.